# Lepsény
Lepsény je velká obec v Maďarsku na jihozápadě župy Fejér v okresu Enying poblíž břehu Balatonu. K 1. lednu 2015 zde žilo 2 975 obyvatel.

## Historie
První písemná zmínka o obci pochází z roku 1226. Ale už i předtím bylo území obce několikrát osídleno.

## Geografie
Obec se nachází asi 7 km jižně od okresního města Enying. Od města s župním právem Székesfehérvár se nachází asi 25 km jihozápadně. Nejbližší břeh od Balatonu je zde odsud asi 6 km západně poblíž obce Balatonvilágos.
Obcí dále protéká potok Cinca-Csík, do které se v obci vlévá potok Kovácstanyai-árok. Obec se nachází ve výšce 122 m n. m.

## Doprava
Severní hranicí katastru obce vede dálnice M7, která nahradila původní státní silnici 7, která vede přímo obcí.
Obcí dále prochází hlavní železniční trať z Budapešti do Gyékényese, na které se nachází stanice Lepsény. Ze stanice zde odbočují regionální tratě do Veszprému a Dombóváru. Trať do Dombóváru již je skoro zaniklá a na trati do Veszprému již od roku 2007 nejezdí pravidelně osobní vlaky. Ve stanici zastavuje mezinárodních expresů do Záhřebu. Dále zde zastavují vnitrostátní rychlíky do Nagykanizsy. Osobní vlaky zde odsud jezdí do Székesfehérváru a Keszthely. V letní sezóně zde zastavuje spousta rekreačních vlaků jedoucích k Balatonu.